# 冯子材墓
冯子材墓，位于中国广西壮族自治区钦州市沙埠公社红桥大队，为一个省级文物保护单位，类型为其它，为第二批广西壮族自治区文物保护单位，公布时间为1981年8月25日。